# روني موران
روني موران (بالإنجليزية: Ronnie Moran)‏ (مواليد 28 فبراير 1934 في ليفربول - 22 مارس 2017)، لاعب كرة قدم إنجليزي سابق، ومدرب كرة قدم إنجليزي سابق.
بدأ مسيرته الكروية مع نادي ليفربول في عام 1952، ولعب معهم حتى عام 1968، وشارك معهم في 343 مباراة وسجل 14 هدف.
و قد درب نادي ليفربول في عام 1991.

## روابط خارجية
- روني موران على موقع قاعدة بيانات كرة القدم.إي يو (الإنجليزية)
- روني موران على موقع Soccerbase.com (مدرب) (الإنجليزية)
- روني موران على موقع Soccerway.com (الإنجليزية)
- روني موران على موقع عالم كرة القدم.نت (الإنجليزية)